# 引き分け
引き分け（ひきわけ）とは、勝負においてその終了時にプレイヤーを勝者（および敗者）にせず終了させる取り決めまたはその結果を指す。

## 概要
さまざまな競技を勝負事と見るならば、その最大の目的は勝敗を決めることであり、引き分けは避けるべき事象である。しかし結果に至る過程をプレイヤーが楽しみ観衆が味わうものと見るならば、両者が最初から消極的なプレイを行なうのでない限り、結果としての引き分けは大きな問題にならない。むしろ引き分けが存在することが作戦の幅を広げ、駆け引きを深める面もある。引き分けについての考え方は競技や国によって差があり、引き分けを極力排除する競技もあれば、チェスのステイルメイト、サッカーにおける引き分けの勝ち点のように「引き分けも試合結果のひとつ」ととらえる文化も存在する。
一般的に勝ち残り式トーナメントで行われる大会では、次のステージ（回戦）に進む者を決めなければならないため、勝負が決しない場合、延長戦や再試合を行なったり、ポイントや審判員の判定で勝者を決めるものがほとんどである。抽選で次のステージに進む者を決める競技もある。
一方、グループトーナメント方式の場合は商業的理由（観客への配慮、日程の調整）、選手の体力の負担への配慮から、延長戦などを行わず引き分けを認めることも多い。またグループトーナメント方式の場合は、引き分けが起こっても勝ち残り式トーナメントと違い次の対戦相手が決まっているので、日程面での問題も少ない。
試合が中止となり、延期（振替試合）が困難な場合は、試合を開催せずに引き分け扱いとする場合もある。

## スポーツにおける引き分け

### 野球
メジャーリーグでは原則として引き分け制度は存在せず、9回で決着しない場合は回数無制限の延長戦により、必ず決着をつける。
天候の都合等で試合続行不可能になった場合は、後日再試合が行われるかサスペンデッドゲームとして試合を中断し後日再開する。ただし、シーズン終盤で試合結果が順位争いに影響しない場合は引き分けにすることがある。
国際大会においては予選リーグ・決勝トーナメントともに引き分け制度はない。ワールド・ベースボール・クラシックでは第1回においては、グループトーナメント方式のラウンドのみ、延長14回を終了しても決着が付かない場合に引き分けとしていた（勝率は、引き分け=0.5勝0.5敗で計算）。第2 - 3回は延長13回、第4回は延長11回から適用されるタイブレーク制度が採用され、決着がつくまで試合が行われることとなった。
日本の野球においては制度上引き分けが避けられる傾向が強かったが、選手への負担から近年は引き分けを認めたり、延長戦を早めに切りあげたりして再試合を行う傾向にある。
日本野球機構管轄のプロ野球では両リーグともに延長12回で引き分けとなる。各リーグの優勝チームは勝率1位のチームとしており（ただし、パシフィック・リーグでは1973年～1982年および2004年～2006年の間、レギュラーシーズンの勝率に関わらず、プレーオフに勝ったチームがリーグ優勝という扱いだった）、その勝率は勝利数を引き分けを含まない試合数で割ったものとしている。なお過去には引き分け再試合（ただし、個人成績には引き分けた試合の成績も含める）を行っていた時期もあった。クライマックスシリーズでは延長12回で引き分けとなる（タイとなった場合はレギュラーシーズン上位が勝ち抜け）。日本選手権シリーズでは第7戦までは延長12回で引き分け。第8戦以降は、引き分け無しの延長無制限で行われる。オールスターゲームでは1992年以降延長なしで9回打ち切りとなっている。二軍ではイースタン・リーグでは延長11回まで、ウエスタン・リーグでは延長10回までだが、同じ日に同じ球場で一軍の試合が組まれている場合など9回で打ち切りとなることもある。引き分け再試合は行わない。フレッシュオールスターゲームは延長なし、ファーム日本選手権は延長制限なしで行われる。
- 2011年と2012年は東日本大震災に伴う電力問題のため、レギュラーシーズンに関しては延長戦は3時間30分を超えて新しい回に入らないとするルールが追加されている。
- 2020年は新型コロナウイルス感染拡大防止のため延長10回までとなった。パ・リーグのクライマックスシリーズでも採用されたが、日本シリーズでは採用されなかった。
- 2021年は前年に引き続き新型コロナウイルス感染拡大による影響でイベント時間短縮要請につき延長戦なし（9回で打ち切り）で行われた。

日本の高校野球や社会人野球の主な大会では勝ち残り式トーナメントを採用しているため、延長戦やタイブレーク制度により、引き分けを避ける傾向にある。高校野球の延長戦や引き分けに関する詳細は延長引き分け再試合規定を参照。
日本の大学野球ではグループトーナメント方式を採用しているが、再試合が行われることがある。多くが2勝先勝方式をとっており、どちらかが2勝するまで勝ち点が入らないため、引き分けにより、同一カードで4試合以上を行う長期戦になることもある。東京六大学野球連盟では延長12回で引き分け再試合としており、ナイトゲームで神宮球場においてプロ野球の試合（ほとんどが東京ヤクルトスワローズのホームゲーム）が行われる場合、9回までで引き分け再試合としている。

#### 投手記録における引分
引き分け試合の責任投手として、引き分け試合の最後に登板していた投手（各チーム1人ずつ）に投手成績としての「引分」が記録される。2024年シーズン終了時点での日本プロ野球での引分の記録としては、通算最多記録を76引分で江夏豊が、シーズン最多記録を18引分で2021年の益田直也（ロッテ）が保持している。益田が更新する前のシーズン記録は1978年、1980年の江夏（いずれも広島）、1982年の牛島和彦（中日）、2012年の藤川球児（阪神）が記録した11引分だったが、2021年は延長戦が実施されず（前述）引き分け試合自体が急増、各投手の引分数が大きく増加し、益田が従来の記録を大幅に更新した。

### サッカー
サッカーでは勝ち残り式トーナメントの場合とグループトーナメント方式の場合とで引き分けの扱いが違う。
勝ち残り式トーナメントの場合は延長戦を行い、それでも勝負がつかなければPK戦で勝ち上がりチームを決定する（延長戦なしでPK戦とする場合もある）。ただしPK戦の場合、試合自体の記録としては引き分けである。決勝戦の場合は引き分けで両チーム優勝とする大会もある。過去には再試合や延長無制限などの制度も見られた。
また、J1昇格プレーオフなどでは、90分で引き分けの場合は、年間順位の優位性を確保するため、延長戦やPK戦は行わず、年間順位が上位のクラブの勝ち上がりとなる。
グループトーナメント方式の場合、延長戦やPK戦を行わずにそのまま引き分けとするのが世界的な傾向である。サッカーリーグの多くは勝ち点制を導入している（勝ち3点・引き分け1点・負け0点）。この場合引き分けは勝利の半分より価値がなく、引き分け狙いのチームより積極的に勝ちに行くチームが順位が上になっていくシステムになっている。かつてメジャーリーグサッカー（MLS）や日本プロサッカーリーグ（Jリーグ）で延長戦やPK戦（MLSの場合はシュートアウト合戦）が行われていたが、現在は廃止されている。
なお、サッカーでは連勝（連敗）中に引き分けがあった場合、そこで連勝（連敗）記録が終了するのが一般的であり、引き分けを挟んでの連勝（連敗）は「勝利数（敗戦数）＋引き分け数」の連続試合無敗（未勝利）として記録される。また、PK戦での勝利・敗退も、公式記録上は引き分けとして扱われるが、日本サッカーリーグ・Jリーグで一時期PK戦を行っていた時は勝ち点に差をつけていたことがあった。PK戦を行った試合では、日本リーグ時代は「勝ち2点・負け1点」、Jリーグの1995・1996年は「勝ち3点・負け1点」。1997・1998年は「勝ち1点・負け0点」だった。

### ラグビー
ラグビーにおいても勝ち残り式トーナメントの場合とグループトーナメント方式の場合とで引き分けの扱いが違う。
グループトーナメント方式の場合、サッカーと同じように勝ち点制が導入されているものの配点はサッカーと違い、ワールドカップ・ジャパンラグビートップリーグ・欧州リーグなどでは勝利4点・引き分け2点・敗戦0点であり、さらにボーナスポイントとして、4トライ以上で1点、7点差以内での敗戦で1点が入る。
一方、勝ち残り式トーナメントで同点の場合は、トライ数の多いチームが勝ちとなる。それでも勝敗がつかない時は抽選で次のステージ進出チームを決めるといった方式もみられる。ワールドカップの決勝トーナメントでは延長戦を行うこととなっている。

### アメリカンフットボール
アメリカンフットボールにおいても勝ち残り式トーナメントの場合とグループトーナメント方式の場合とで引き分けの扱いが違う。
NFLのレギュラーシーズン（グループトーナメント方式）ではオーバータイム（延長戦）こそあれど最長で1クォーターのみと規定されているため、それでも決着が付かなければ引き分けとなる。勝率計算の際、引き分けは0.5勝0.5敗として扱う。なお、NFLにおいて引き分け試合は起こりにくく、その頻度は5年に1回程度となっている。一方、ポストシーズン（勝ち残り式トーナメント）では勝者を決めなければならないため、どちらかのチームに得点が入るまで15分単位のオーバータイムが繰り返される。
Xリーグではオーバータイムは行わず、4クォーター終えた時点で同点の場合引き分けとしていたが、2009年にタイブレイク制が導入され引き分けは廃止された。

### バスケットボール
NBAなど世界の多くのリーグ戦、およびオリンピックなどの国際公式戦では、既定の4クォーター終了時に同点であった場合、5分を1ピリオドとした延長戦を、どちらか終了時に1点でも勝ち越すまで繰り返し行うため、原則として引き分けは発生しない。なお練習試合・プレシーズンマッチでは延長戦を行わず引き分けで終わらせる場合もある。

### アイスホッケー
NHLでは3ピリオド・60分で決着がつかない場合に、5分1ピリオド（決勝トーナメントのスタンレーカップでは20分1ピリオド）のサドンヴィクトリー（ゴールデンゴール）方式の延長戦を行い、それで同点だった場合、レギュラーシーズンでは引き分け、スタンレーカップでは次のステップに進出するチームを決めるため、サッカーのPK戦に似せた「ゲームウィニングショット合戦」を行う。

### テニスなどのスポーツ
テニスやそれから派生したソフトテニスや卓球やバドミントン、また発祥は違うがバレーボールにおいては、競技自体が先に決められたポイントに達したものが勝利するスポーツであるため、引き分けはほぼ起こらない。理論上、デュースが続いたり、1ポイント内のプレーが終わりなく続くことも考えられるが、実際は体力的な限界でどちらかがミスするのが必然である。ただし卓球の促進ルールや、バドミントンの30点先取で打ち切りなど、デュースが続いたり、1ポイント内のプレーが長く続くことを想定したルールもある。

### ゴルフ
ゴルフは一人で行う競技のため引き分けは存在しない。対戦はコンペティティブ・ペーシェンスとして行われ、ゲーム終了時に打数が全く同じになった場合、同着（タイ）であり、ある意味でこれも引き分けの状態だと言える。1位が複数存在する場合プレーオフを行って1人の優勝を決定するため、優勝に関しては引き分けは存在しない。

### 相撲
相撲では、物言いで両者が同時に倒れたり土俵の外に出たと判定された場合、同体と言い、取り直し（再試合）となる（大相撲では行司の軍配が「同体」になることはなく、必ずどちらか一方の勝利として軍配を差さないといけない）。
同体となった取組で片方の力士が怪我や疲労により取り直しができなくなり、その結果、棄権により相手の不戦勝という記録となることもある。

また、取組が長引いて水入り後なおも勝負がつかないときには、先に他の力士の取組を二番終わらせた後に取り直しという形で再試合をする。しかし、それでも相撲が長引いて勝負がつかないときには、最終的に引分というかたちにする。星取表には引き分けは×で表記される（痛み分けは△で表記し区別する）。
大相撲の幕内の取組での引分は、1974年9月場所11日目の三重ノ海と二子岳との一番が最後である。なお、1939年（昭和14年）1月場所11日目、鏡岩と磐石との対戦で、水が入って二番後取り直しとなった時に鏡岩が棄権を申し出たところ、磐石が不戦勝を承諾しなかったので、二人とも不戦敗という珍しい記録がある。
また、大相撲では、各階級で勝ち数が最も多い者がその階級の優勝者となるが、そのような者が複数いる場合、優勝者を決めるために優勝決定戦を行う。なお、かつては無勝負・預りという規定もあったが現在は存在していない。

### プロレス
プロレスでは、両者リングアウト（通称「両リン」）、両者反則、両者ノックアウト、ダブルフォール（両者の肩が同時にマットに着いて両者ともスリーカウントを数えられた場合）、時間切れ（時間制限のある試合の場合）の引き分けが存在する。タッグマッチの場合は「両軍リングアウト」ともいう。
タイトルマッチで引き分けの場合は基本的に王者防衛となるが、プロレスリング・ノアのグローバル・ハードコア・クラウンでは引き分けは王座移動が原則となっていた他、アイスリボン認定の各タイトルは王座剥奪を原則としている。なお、ノアでもGHCルールや新日本プロレスのIWGPルールでは時間切れ以外の引き分けは即日再試合（延長戦）としている。
昭和時代には大物選手同士の試合では双方の面子を立てるために引き分けが多発していたが、現在のメジャー団体では時間切れ引き分けがたまに見られる程度で、両者リングアウトは1989年（平成元年）以降、急速に姿を消した。これは三冠ヘビー級王座の成立過程で相次いだ不透明決着を嫌ったファンの意向におされたものだが、弱者が強者を両者リングアウトに引きずり込んで足を引っ張るのがリーグ戦の味付けになっていた面もあった。
リーグ戦の勝ち点計算においては、両者リングアウト・両者反則の引き分けと時間切れ引き分けの間に得点計算上で差を付けるのが一般的である一方、旧日本プロレス（日本プロ・レスリング興業）のワールドリーグ戦決勝トーナメント（決勝戦除く）では引き分けは両者失格となり先の試合に進めないルールが採用されていた。両者失格は、現在でもDDTのKING OF DDTトーナメントなどで採用されている。
インディー団体の大日本プロレスでは2007年（平成19年）4月以降、デスマッチヘビー級王座などのタイトルマッチを含む全ての試合にて、最高30分の時間制限を設けたが、これはデスマッチにおける安全対策によるものである。このため、必然的に引き分けの試合数が増える可能性を孕んでいる。

### ボクシング
ボクシングでは、規定ラウンドで決着が付かず、フルラウンド判定に持ち込まれてどちらの選手も2名以上のジャッジの支持を得られなかった時である。
- 2人のジャッジがA選手を支持、1人のジャッジが引き分け→2対0の判定でA選手の勝ち（マジョリティー・デシジョン）
- 1人のジャッジがA選手を支持、2人のジャッジが引き分け→1対0の判定で引分け（マジョリティ・ドロー）
- ジャッジ1がA選手を支持、ジャッジ2がB選手を支持、ジャッジ3が引分け→三者三様の引分け（スプリット・ドロー）
- 3人のジャッジが引分け→0対0の判定で引分け（ユナニマス・ドロー）

また、対戦両選手が同時にダウンして共に起き上がれないとき（ダブルノックアウト）や、偶然のバッティングにより一定ラウンドに到達する前に試合が打ち切られた場合も引き分けとなる。ただし、海外ではダブルノックアウトや偶然のバッティングにより規定ラウンドに達しなかった場合は、無判定（No Decision）と呼ばれ、引き分けとは別扱いにされるコミッションが多い。20世紀初頭の米国ではジャッジによる判定は行われず、KOに至らなかった場合は無判定となっていた。また、IBFルールでは偶然のバッティングにより4ラウンドまでに打ち切られた場合は無判定試合として扱われ、防衛回数には含まれない。
なお、タイトルマッチでの引き分けはチャンピオンの防衛となり、王座決定戦の場合は空位のままとなる。ただし、かつての日本王座決定戦では総得点（ジャッジ3人が付けた得点の合計）の多い方を新王者と認定していた。勝ち残り式トーナメントの場合はドロー判定を出したジャッジが改めて優劣を付けるが、全日本新人王決定戦では2010年以降決勝戦に限り延長戦を行う（戦績上は引き分け扱い）。なお、試合打ち切りにより引き分けとなった場合は負傷していない方を勝者扱いとする。ライセンス昇格の条件となる勝利数（C級→B級：4勝、B級→A級：2勝）において、引き分けを0.5勝として扱うことも可としている。
アマチュアの公式戦は勝ち残り式トーナメントで行われることが多く、基本的に引き分けはない。両者の「主導権」「防御技術」を比較の上、必ず優劣を付ける。これを「優勢勝ち（負け）」と言う。ただし、海外では戦績上引き分けとなる場合もある。

### スポーツチャンバラ
スポーツチャンバラでは、両者が同時に有効打を与えた場合（相打ち）、互いに怪我をしたという扱いになり、両者負けになる。
ただし、3本勝負の場合は、両者1本ずつ取ったことになり1本勝負として試合を行う。
また、大会によっては、相打ちが再試合になることもある。

## ゲームにおける引き分け

### チェス
チェスでは、技能が高く力の拮抗した者同士の対局では頻繁に引き分けが発生する。ゲームの特性として、局面の経過とともに戦力が減少するため、チェックメイトによるゲームの終了が困難となりやすいからである。いずれの側もチェックメイトが難しいと判断すれば、双方の合意によって引き分けとすることができる。また、双方の戦力がチェックメイト不可能になった場合（キングだけになるなど）は、合意がなくても自動的に引き分けとなる。他にステイルメイトや、将棋の千日手にあたる「スリーフォールド・レピティション」も引き分けとなる。
チェスではこのように引き分けの条件が多数あるので、不利な局面になっても引き分けを狙って負けを回避するのも重要な技術である。特に世界選手権など1対1で何試合も戦うマッチ形式の場合、技量の差が小さい上に数多く勝ち越す必要もなく、引き分けが増える傾向にある。

### 将棋
将棋ではチェスに比べると引き分けは発生しにくい。これは持ち駒制度があるため、局面の経過が進んでも双方合わせての戦力が減少せず詰みによるゲームの終了が困難になる可能性が低いからである。確率は低いながらも千日手・持将棋が公式戦で発生した場合は、引き分け再試合（指し直し）を行うので勝敗は決着する。なお、千日手・持将棋に伴う再試合は、先手・後手を入れ替えて、決着がつくまで繰り返し行う。プロ棋士の個人成績（対局数や勝敗記録）には、通常、決着局のみを算入するが、タイトル戦で発生した持将棋に限って、対局数に算入する。
なお、千日手・持将棋は戦術として、主に形勢不利で勝ちが望めない対局者が目指すことがある。かつて将棋界最高峰の試合である名人戦において名人木村義雄が形勢不利な状態で千日手が選択できたにもかかわらず、木村が将棋の美学を重んじる余り千日手を回避して敗北したことがあった（千日手は上手が打開すべき、という感覚もかつては強かった）が、観戦記者であった坂口安吾が、「負けると分かっている状態で、（千日手を選択せずに）負けを回避しないのはおかしい。美学より勝負を優先すべき」と批判した。現在では、千日手・持将棋を目指す戦術を詳細に述べた定跡書が複数存在している。
将棋における引き分けには千日手・持将棋と双方の同意による引き分け（指し掛け）もある。また、持将棋の場合、構成要件に近い状況の時に対局者双方が合意して成立するケースも、ごくまれに存在する。千日手・持将棋は当該の項目に詳記し、ここでは「指し掛け」について記す。
指し掛け（さしかけ）とは、局面にかかわらず対局者双方が合意して引き分けることをいう。江戸時代のお城将棋ではしばしば見られたが、近年の将棋ではごくまれとなっており、山田道美対山口瞳戦（血涙十番勝負第二局）以来、この形の引き分け記録は作られていないと思われる（山田対山口戦の解説を行った米長邦雄は、「昭和に入ってから（この形での引き分けの）公表された棋譜を私は知らない」と述べている）。これは両対局者が極度に疲労していたため、立会人の芹沢博文が両者に指し掛けを呼びかけたところ、両者が同意したものである。なお山田が急死したこともあり、再試合は行われず、数少ない引き分け事例が成立した。

### 囲碁
囲碁では対局が終了したときに双方の地の数が同じとなった場合に引き分けとなる。これをジゴという。これを避けるため、白（後手）のコミ（ハンディキャップ）として地の数に半目（0.5目、目は地の単位）を加え、白の半目差勝ちとすることが多い。置き碁の場合はコミが無い場合が多いため、まれにジゴが発生する。
重要なコウが3つ以上発生した場合（三コウと呼ぶ）、その他「長生」などルールで禁止されない同型反復が生じて、お互いに譲らずに同型を繰り返す場合は、無勝負と呼んで引き分けとなる。
| 日付           | 対局者       | 対局者         | 無勝負の理由 | 棋戦                      | 出典          |
| -------------- | ------------ | -------------- | ------------ | ------------------------- | ------------- |
| 1980年10月9日  | 趙治勲八段   | 大竹英雄名人   | 裁定         | 第5期名人戦七番勝負第4局  | [ 13 ] [ 14 ] |
| 1993年9月23日  | 林海峰天元   | 小松英樹八段   | 長生         | 第48期本因坊リーグ戦      | [ 15 ]        |
| 1998年10月15日 | 趙治勲名人   | 王立誠九段     | 三コウ       | 第23期名人戦七番勝負第4局 | [ 16 ]        |
| 2006年3月      | 張栩名人     | 高尾紳路本因坊 | 三コウ       | 第15期竜星戦本戦          | [ 17 ] [ 18 ] |
| 2007年6月28日  | 河野臨九段   | 秋山次郎七段   | 四コウ       | 第14期阿含桐山杯本戦      | [ 17 ]        |
| 2009年9月14日  | 王銘琬九段   | 内田修平三段   | 長生         | 第22回富士通杯予選B       | [ 15 ]        |
| 2013年8月26日  | 山下敬吾名人 | 河野臨九段     | 三コウ       | 第22期竜星戦決勝          | [ 19 ]        |
| 2015年4月9日   | 三谷哲也七段 | 河野臨九段     | 四コウ       | 第40期碁聖戦本戦準々決勝  | [ 20 ]        |

### オセロ
オセロにも引き分けがある。対局終了となったときに双方の石の数が等しくなったときに引き分けとなる。
このため、勝ち残り式トーナメントの大会や大会の運営上引き分けを出したくない場合には引き分け勝ち制（石数が同数の時に勝つ権利を片方のプレイヤーが有する）を採用している。

### トランプ
トランプではさまざまなゲーム方法があるが、ブラックジャックやおいちょかぶに引き分けがある。どちらも、親と子の点数が同じであれば引き分けとなり、子が賭けたチップなどは全額返還される。

### 麻雀
麻雀では1局単位と1ゲーム単位の2通りの引き分けが存在しうる。1局単位の引き分けは流局と呼ばれるが、流局でも点棒のやり取りが行われる場合もある。1ゲーム単位の引き分けは半荘終了時に点数が全く同じとなった場合であり、起家から自摸順で近いほうを上位とする慣例があるが、ウマをつける場合などには揉める原因となるので対局前に確認することが望ましい。

## 遊びにおける引き分け

### じゃんけん
じゃんけんにおける引き分けは「あいこ」と呼ばれる。グー・チョキ・パーのうち全員が同じ手を出すか、同時に3種類全部が出てしまった場合にあいことなる。あいこの場合は勝負をやり直す。
じゃんけんの派生形である野球拳やあっち向いてホイなどでは、じゃんけんの次のアクションに入ることなく最初からやり直しとなる。

## 討論における引き分け

### ディベート
ディベートでは「引き分け」は複数の段階に分かれている。
議論の段階
議論の段階においてはメリットやデメリットとそれに対する反駁で引き分けが生じる可能性がある。この場合は「一方の勝ち、他方の負け」とは限らず、「双方とも評価できる」「双方とも評価できない」という場合もある。
ジャッジ個人の判定段階
政策ディベートにおいては「肯定側が論題を肯定すべきであると論証することができたかどうか」が問われるため、肯定側否定側双方の議論が拮抗し、どちらの論の発生可能性・規模も同等とされた場合は「肯定側が論題を肯定すべきであると十分に論証できていない」と判断し、否定側の勝ちとする原則があるため、基本的には引き分けは存在しない。加えてルール上「肯定側・否定側のいずれかに投票すること」と明記されていることがほとんどである。
判定の段階
複数のジャッジで判定を出す場合がこれに該当する。この場合はルール上ジャッジを奇数人配置することによって引き分けを出さないようにしていることがほとんどである。